# Gran Premio de Francia de Motociclismo de 1953
El Gran Premio de Francia de Motociclismo de 1953 fue la quinta prueba de la temporada 1953 del Campeonato Mundial de Motociclismo. El Gran Premio se disputó el 2 de agosto de 1953 en el Circuito de Rouen.

## Resultados 500cc
Gilera fue un gran éxito en Francia y ocupó todo el podio de 500 cc. También dio la oportunidad a que padre e hijo (Georges y Pierre Monneret con una Gilera 500 4C) pudieran participar en la misma carrera. Geoff Duke ganó su segundo GP, pero Reg Armstrong, que aún no había ganado una sola carrera, mantenía la primera posición general. Alfredo Milani fue tercero, pero a más de un minuto de desventaja. Ray Amm, que compartía el primer lugar con Armstrong en la general, no pudo comenzar porque se había roto una clavícula en la carrera de 350cc. El equipo de 500cc de MV Agusta estuvo ausente por la muerte de Les Graham. También faltaba el equipo de 500cc de Moto Guzzi, probablemente trabajando en la mejora del Quattro Cilindri de Moto Guzzi 1952, cuyos resultados fueron muy decepcionantes.
| Pos.    | Piloto             | Moto      | Tiempo/Retirado | Puntos |
| ------- | ------------------ | --------- | --------------- | ------ |
| 1       | Geoff Duke         | Gilera    | 1h 34' 09" 2    | 8      |
| 2       | Reg Armstrong      | Gilera    | +16" 8          | 6      |
| 3       | Alfredo Milani     | Gilera    | +1' 04" 4       | 4      |
| 4       | Ken Kavanagh       | Norton    | +1' 14" 4       | 3      |
| 5       | Giuseppe Colnago   | Gilera    | +1' 32" 7       | 2      |
| 6       | Jack Brett         | Norton    | +2' 05" 4       | 1      |
| 7       | Rod Coleman        | AJS       | +1 Vuelta       |        |
| 8       | Dickie Dale        | Gilera    | +1 Vuelta       |        |
| 9       | Pierre Cherrier    | Norton    | +3 Vueltas      |        |
| 10      | Robin Fitton       | Norton    | +6 Vueltas      |        |
| 11      | Sidney Mason       | Norton    | +7 Vueltas      |        |
| 12      | Pierre Monneret    | Gilera    |                 |        |
| Ret     | Jost Albisser      | Norton    | Ret             |        |
| Ret     | Friedel Schön      | Horex     | Ret             |        |
| Ret     | Georges Burggraf   | Norton    | Ret             |        |
| Ret     | Auguste Goffin     | Norton    | Ret             |        |
| Ret     | Georges Monneret   | Gilera    | Ret             |        |
| Ret     | Tommy Wood         | Norton    | Ret             |        |
| Ret     | Leo-Trevor Simpson | Matchless | Ret             |        |
| Fuente: |                    |           |                 |        |

## Resultados 350cc
Ray Amm hizo la vuelta rápida en la carrera de 350cc, pero se estrelló y se rompió una clavícula por lo que dio su temporada por acabada. Hasta entonces, lideraba los campeonatos del mundo de 350 y 500 cc. También fue un gran revés para Norton, ya que ningún otro piloto podía enfrentarse a las Moto Guzzi Monocilindrica 350. Fergus Anderson ganó la carrera casi con dos minutos de ventaja sobre Pierre Monneret con AJS 7R. Enrico Lorenzetti ya tuvo que ceder una vuelta y terminó tercero, aunque mantuvo su segundo lugar en el campeonato mundial, que ahora estaba liderado por Anderson.
| Pos.    | Piloto            | Moto       | Tiempo/Retirado | Puntos |
| ------- | ----------------- | ---------- | --------------- | ------ |
| 1       | Fergus Anderson   | Moto Guzzi | 1h 13' 24" 7    | 8      |
| 2       | Pierre Monneret   | AJS        | +1' 55" 3       | 6      |
| 3       | Enrico Lorenzetti | Moto Guzzi | +1 Vuelta       | 4      |
| 4       | Josef Albisser    | Norton     | +2 Vueltas      | 3      |
| 5       | Tommy Wood        | Norton     | +2 Vueltas      | 2      |
| 6       | Ray Laurent       | AJS        | +2 Vueltas      | 1      |
| 7       | Auguste Goffin    | Norton     |                 |        |
| 8       | Javier de Ortueta | Velocette  |                 |        |
| 9       | Sidney Mason      | Velocette  |                 |        |
| 10      | Robin Fitton      | AJS        |                 |        |
| Ret     | Ray Amm           | Norton     | Ret             |        |
| Ret     | Rod Coleman       | AJS        | Ret             |        |
| Ret     | Ken Kavanagh      | Norton     | Ret             |        |
| Ret     | Jack Brett        | Norton     | Ret             |        |
| Ret     | Georges Monneret  | AJS        | Ret             |        |
| Ret     | Alfredo Flores    |            | Ret             |        |
| Ret     | Jean Murit        | Norton     | Ret             |        |
| Ret     | Georges Burgraff  |            | Ret             |        |
| Ret     | Pierre Cherrier   |            | Ret             |        |
| Fuente: |                   |            |                 |        |